# МКБ 10 — Ментални поремећаји и поремећаји понашања узроковани злоупотребом дрога
Ментални поремећаји и поремећаји понашања узроковани злоупотребом дрога или психоактивних супстанци, сврстани су у  МКБ 10 у категорију која је означена као Ф 10  —  Ф 19 , или као поремећаји због употребе психоактивних супстанци, при чему је категорија F 10 представљена, као поремећаји који су узроковани злоупотребом алкохола, јер су сами за себе посебан ентитет.

## Општа разматрања
Ментални поремећаји и поремећаји понашања узроковани злоупотребом дрога,  настају услед употребе оних супстанци које унете у организам мењају функцију (некада и структуру) мозга, а последично и психичке процесе, доживљавања и, последично, понашање. По МКБ 10, прва бројка после броја 1 означава врсту психоактивне супстанце, међу којима су већином супстанце које су узначене као дроге (наркотици). Након тога следи тачка, да би се након тога новом бројком означио тип менталног поремећаја до кога супстанца (углавном наркотик) доводи.

## Класификација[3]
| МКБ 10 - категорија | Дијагноза                              | Опис поремећаја |
| ------------------- | -------------------------------------- | --- |
| Ф 1x.0              | Акутна интоксикација                   | - Поремећај код кога постоји директна веза између конкретног узимања супстанце и психичког стања особе која је супстанцу унела у организам. Ако се то дешава ретко, спорадично, и ако је употреба у дозама које нису значајније, у принципу нема неких тежих последица по здравље особе, с тим што је то ипак индивидуално. |
| Ф 1x.1              | Штетна употреба                        | - Означава учесталију употребу супстанце, са могућим штетним утицајем на телесно и/или психичко здравље. - Код ових поремећаја оштећење здравља се може утврдити, али је оно још увек таквог степена да се говори о створеној зависности од супстанце. |
| Ф 1x.2              | Синдром зависности (болест зависности) | - Скуп психичких поремећаја, измена у систему понашања (као да се распада ранији систем вредности, при чему је поновна употреба у центру пажње, а ранија интересовања се занемарују) и постојања значајног броја телесних и неуролошких поремећаја који су последица дуготрајног и некотролисаног конзумирања накротика. * Базични поремећај је неодољива потреба да се супстанца поново узме, у степену жудње, било због поновног постизања њених ефеката, било због избегавања појаве феномена зависничке кризе. - У овом поремећају, доминира зависност од наркотика, која се манифестује на психичком и/или телесном плану. Овде се ради о структурисаном болесном стању, што је од значаја за сврставање ових стања у правну поделу менталних поремећаја. |
| Ф 1x.3              | Апстинецијални синдром                 | - Представља такав поремећај код кога се јавља читав скуп симптома различите тежине и врсте, а услед потпуног или непотпуног прекида узимања супстанце, која је до тада узимана у значајном периоду, претежно у високим дозама и где је већ дошло до развоја болести зависности. - Некад је праћен поремећајем свести, углавном делиријумом (Ф 1x.4 − Апстинецијални синдром са делиријумом), када је стање пацијента још теже, а поремећај свести доводи до неадекватног доживљавања стварности и измењеног понашања, некада и са криминогеним последицама. |
| Ф 1x.5              | Психотични поремећаји                  | - Привремени или трајнији ментални поремећаји који су у узрочно-последичној вези са узимањем наркотика. - Некада се јављају непосредно по узимању наркотика, који има својства да изазове такав поремећај. Међутим, далеко чешће су последица тог степена психичке измењености услед зависности од наркотика и његовог штетног деловања на мозак, те настају феномени који доводе до поремећаја теста реалитета и појаве бројних тежих измена психичких функција, нереалног и апсурдног квалитета (сумануте идеје, халуцинације, психомоторна узнемиреност и сл.). - У оба случаја може настати неадекватно и нецелисходно понашање, које може имати и правни значај (извршење кривичних дела, немотивисане правне радње и др.). - Ови поремећаји се могу понављати или остављати трајније последице у психичком функционисању (Ф 1x.7 − Резидуални психотични поремећај и психотични поремећај са касним почетком). |
| Ф 1x.6              | Синдром амнезије                       | - Одликује се трајнијим оштећењем памћења, посебно упамћивања новијих догађаја, што може упућивати и на то да је степен оштећења мозга услед употребе наркотика такав да води развоју деменције, односно излапелости, као облика душевног обољења. - Углавном је последица дугогодишње и неконтролисане употребе наркотика са оштећењем мождане функције, али и структуре мозга. |